# USS Moffett (DD-362)
USS Moffett (DD-362) là một tàu khu trục lớp Porter được Hải quân Hoa Kỳ chế tạo vào giữa những năm 1930. Nó là chiếc tàu chiến duy nhất của Hải quân Hoa Kỳ được đặt tên theo Chuẩn đô đốc William Moffett (1869-1933), người tham gia cuộc Chiến tranh Tây Ban Nha-Hoa Kỳ và Thế Chiến I, và từng được tặng thưởng Huân chương Danh Dự. Moffett đã phục vụ trong Chiến tranh Thế giới thứ hai cho đến khi xung đột kết thúc, được cho ngừng hoạt động năm 1945 và bị bán để tháo dỡ năm 1947.

## Thiết kế và chế tạo
Moffett được đặt lườn vào ngày 2 tháng 1 năm 1934 tại xưởng tàu của hãng Bethlehem Shipbuilding Corporation ở Quincy, Massachusetts. Nó được hạ thủy vào ngày 11 tháng 12 năm 1935, được đỡ đầu bởi cô Beverly Moffett, con gái Chuẩn đô đốc Moffett; và được cho nhập biên chế tại Boston, Massachusetts vào ngày 28 tháng 8 năm 1936 dưới quyền chỉ huy của Hạm trưởng, Trung tá Hải quân Andrew H. Addoms.

## Lịch sử hoạt động

### Trước chiến tranh
Khi được đưa vào hoạt động, Moffett được phân về Hạm đội Đại Tây Dương từ năm 1936 đến năm 1941, đặt căn cứ tại Newport, Rhode Island. Nó rời cảng nhà vào ngày 24 tháng 4 năm 1941 để tham gia hoạt động Tuần tra Trung lập tại khu vực Nam Đại Tây Dương ngoài khơi Brazil. Sau khi Pháp thua trận, nó hoạt động ngoài khơi Puerto Rico cùng một lực lượng canh chừng hành động thù địch của phe Vichy Pháp đặt căn cứ tại Martinique và Guadeloupe ở vùng quần đảo Antilles thuộc Pháp. Nó được cho tách khỏi nhiệm vụ này vào tháng 8 năm 1941 để hộ tống cho tàu tuần dương hạng nặng Augusta đưa Tổng thống Franklin D. Roosevelt tham dự Hội nghị Hiến chương Đại Tây Dương cùng Thủ tướng Winston Churchill tại Argentia, Newfoundland.

### Thế Chiến II
Trong hai năm đầu của Chiến tranh Thế giới thứ hai, Moffett làm nhiệm vụ tuần tra và hộ tống các đoàn tàu vận tải tại khu vực Nam Đại Tây Dương và vùng biển Caribe. Nó thực hiện nhiều chuyến đi đến Tây Phi trong năm 1943. Vào ngày 17 tháng 5 năm 1943, đang khi cùng tàu khu trục Jouett làm nhiệm vụ hộ tống tại vùng biển Caribe, máy bay tuần tra đã phát hiện và tấn công một tàu ngầm U-boat Đức; đến 12 giờ 46 phút, nó trông thấy chiếc U-128, và hỏa lực hải pháo 5-inch của hai chiếc tàu khu trục đã đánh chìm đối phương. Họ vớt được 50 người sống sót từ chiếc tàu ngầm, bao gồm vị sĩ quan chỉ huy.
Ba tháng sau, đang khi hộ tống tàu tuần dương hạng nhẹ Memphis cùng một tàu buôn đi đến đảo Ascension, Moffett lại bắt được tín hiệu tàu ngầm đối phương, và đã phối hợp cùng máy bay hải quân để tấn công chiếc U-604. Cuộc săn đuổi đối thủ diễn ra suốt đêm, và khi chiếc tàu ngầm nổi lên mặt nước ở cách 95 hải lý (176 km) về phía Bắc Trinidad sáng hôm sau, Moffett buộc nó phải lặn xuống sau năm phát đạn pháo trúng đích. Ba ngày sau, với sự trợ giúp của máy bay, nó lại bắt được tín hiệu đối phương và chiếc tàu ngầm bị hư hại nặng bởi các đợt tấn công bằng mìn sâu của Moffett. Trong sự lộn xộn của bóng đêm, một máy bay bạn đã tấn công nhầm vào Moffett với hai lượt càn quét gây ra những hư hại nhẹ. Cuối cùng chiếc tàu ngầm đối phương bị thủy thủ đoàn tự đánh đắm vào ngày 11 tháng 8, và Moffett được ghi công tiêu diệt mục tiêu này.
Vào ngày 26 tháng 3 năm 1944, Moffett lên đường như tàu chỉ huy hộ tống cho Đoàn tàu YN-78, một nhóm tàu kéo, xà lan và tàu tuần tra trên đường đi sang Anh Quốc để tham gia cuộc đổ bộ Normandy. Sau khi viếng thăm xứ Wales và Bắc Ireland, nó quay trở về New York vào ngày 11 tháng 5. Hoạt động tác chiến cuối cùng của nó là vào ngày 1 tháng 8, khi máy bay đối phương tấn công Đoàn tàu UGS-48 do nó hộ tống trên đường đi sang Bizerte, Tunisia. Rải làn khói để bảo vệ các tàu vận tải, chiếc tàu khu trục thực hiện một loạt các thao tác cơ động lẩn tránh các máy bay ném bom ngư lôi suốt đêm, và cùng các tàu hộ tống khác đánh đuổi đối phương bằng hỏa lực phòng không. Nó quay trở về New York sau nhiệm vụ này vào ngày 27 tháng 8.
Sau chuyến đi cuối cùng đến Oran vào tháng 4 năm 1945, Moffett bắt đầu được sửa chữa tại Boston, rồi được kéo đến Charleston, South Carolina vào ngày 28 tháng 5 để được sửa chữa triệt để. Nó vẫn đang ở trong ụ tàu khi xung đột kết thúc vào tháng 8, và công việc được tạm dừng.
Moffett được cho xuất biên chế tại Charleston vào ngày 2 tháng 11 năm 1945 và được đưa về hạm đội dự bị. Tên nó được cho rút khỏi danh sách Đăng bạ Hải quân vào ngày 28 tháng 1 năm 1947, và con tàu bị bán cho hãng Boston Metals Company ở Baltimore, Maryland vào ngày 16 tháng 5 năm 1947 để tháo dỡ.

## Phần thưởng
Moffett được tặng thưởng hai Ngôi sao Chiến trận do thành tích phục vụ trong Chiến tranh Thế giới thứ hai.